# Jiangdong
För andra betydelser, se Jiangdong (olika betydelser).
Jiangdong är ett stadsdistrikt i östra Kina, och är ett av Ningbos sex stadsdistrikt i provinsen Zhejiang. Det ligger omkring 140 kilometer öster om provinshuvudstaden Hangzhou. Distriktets befolkning uppgick till 292 552 invånare vid folkräkningen år 2000, och var samma år administrativt indelat i fem stadsdelsdistrikt (jiedao), vilka ingår i Ningbos centralort, samt två socknar (xiang).